# Eparchie slucká
Eparchie Sluck je eparchie běloruské pravoslavné církve nacházející se v Bělorusku.

## Území a titul biskupa
Zahrnuje správní hranice území Kleckého, Kapylského, Ljubaňského, Ňasvižského, Sluckého, Salihorského a Staradarožského rajónu Minské oblasti.
Eparchiálnímu biskupovi náleží titul biskup slucký a salihorský.

## Historie
Dne 13. dubna 1793 byla zřízena minská eparchie se sídlem ve Slucu, zde sídlila až do roku 1799.
V únoru 1912 byl rozhodnutím Nejsvětějšího synodu zřízen slucký vikariát minské eparchie, který byl roku 1933 zrušen. V letech 1941-1942 byl vikariát obnoven.
Dne 23. října 2014 byla rozhodnutím Svatého synodu zřízena samostatná eparchie slucká. Stala se součástí nově vzniklé minské metropole.

## Seznam biskupů

### Slucký vikariát minské eparchie
- 1912–1913 Jānis (Pommers) svatořečený mučedník
- 1913–1917 Feofilakt (Klementěv)
- 1919–1921 Melchisedek (Pajevskij)
- 1921–1922 Vladimir (Kirillov)
- 1923–1933 Mikalaj (Šamjacila)
- 1941–1942 Filofej (Narko)

### Slucká eparchie
- 2015–2021 Antonij (Doronin)
  - 2021–2022 Venijamin (Tupeka) dočasný správce
- 2022–2022 Jevsevij (Tjuchlov)
- od 2022 Venijamin (Tupeka) dočasný správce